# David Ruffin
David Ruffin, eg. Davis Eli Ruffin, född 18 januari 1941 i Whynot, Mississippi, död 1 juni 1991 i Philadelphia, Pennsylvania, var en amerikansk soulsångare. Han är främst känd som medlem i sånggruppen The Temptations mellan åren 1964–68. Han var yngre bror till sångaren Jimmy Ruffin som under 1960-talet hade skivkontrakt på samma bolag som the Temptations, Motown.
Ruffin ersatte Al Bryant i Temptations i januari 1964, och han kan höras som ledsångare på flera av gruppens stora hits, till exempel "My Girl", "Ain't to Proud to Beg" och "(I Know) I'm Losing You". Ruffin fick dock med tiden ett egocentriskt beteende vilket ledde till att han uteslöts ur gruppen 1968. Bland annat reste han i en privat limousine och krävde att gruppen skulle byta namn till David Ruffin & the Temptations. Han hade sedan en karriär som soloartist och fick några hitsinglar i USA, såsom "My Whole World Ended" (1969). Han fick även en brittisk hitsingel med låten "Walk Away from Love" 1976.
1982 var Ruffin med i en återförening av 1960-talsupplagan av The Temptations som resulterade i ett album. Under samma decennium samarbetade han också med sin förre Temptations-kollega Eddie Kendricks. Ruffin avled under dunkla omständigheter 1991, antingen av en överdos kokain eller rånmördad. 

## Diskografi (urval)
Studioalbum, solo
- 1969 – My Whole World Ended
- 1969 – Feelin' Good
- 1971 – David
- 1973 – David Ruffin
- 1974 – Me 'n Rock 'n Roll Are Here to Stay
- 1975 – Who I Am
- 1976 – Everything's Coming Up Love
- 1977 – In My Stride
- 1979 – So Soon We Change
- 1980 – Gentleman Ruffin

Studioalbum med The Ruffin Brothers (David & Jimmy Ruffin)
- 1970 – I Am My Brother's Keeper

Studioalbum med David Ruffin & Eddie Kendrick
- 1988 – Ruffin & Kendrick